# Ulrich Rademacher
Ulrich Rademacher (* 1952) ist ein deutscher Pianist, Hochschullehrer und Präsidiumsmitglied des Deutschen Musikrates.

## Leben und Wirken
Ulrich Rademacher studierte Klavier, Kammermusik und Dirigieren u. a. bei Sándor Végh und Jakob Gimpel. Er wirkt als Pianist solistisch, kammermusikalisch und als Liedbegleiter sowie auch als Dirigent und arbeitete international mit renommierten Solisten und Orchestern zusammen wie u. a. mit Frank Peter Zimmermann, Božo Paradžik, Ingeborg Danz, Barbara Schlick, Christoph Prégardien, dem Cherubini-Quartett und dem Griechischen Nationalorchester. Konzertreisen führten ihn u. a. nach Russland, Amerika, Afrika, Südostasien und Israel. Musikproduktionen entstanden in Zusammenarbeit mit dem WDR, SWR, SDR, Deutschlandfunk sowie bei den Labels EMI, Solo Musica und Musicom.
Von 1989 bis 2017 war Rademacher Direktor der Westfälischen Schule für Musik in Münster. Er gründete das Junge Westfälische Barockensemble sowie das Westfälische Jugendsinfonieorchester und war Mitinitiator einer Jugendakademie für Hochbegabte. Ebenfalls unterstützte er die Entstehung des Projektes „Theaterjugendorchester“ in Zusammenarbeit mit dem Theater Münster.
Rademacher ist seit 2013 Präsidiumsmitglied des Deutschen Musikrates und ebenda Vorsitzender beim „Bundesfachausschuss Bildung“. Er war von 2013 bis 2022 Bundesvorsitzender des Verbandes deutscher Musikschulen (VdM), ist Vorsitzender des Projektrates und der Gesamtjury des Wettbewerbs Jugend Musiziert sowie Mitglied des Fachausschusses „Europa und Internationales“ im Deutschen Kulturrat.
Rademacher lehrte als Professor für Liedinterpretation an der Musikhochschule Köln. Zuvor unterrichtete er unter anderem an der Musikhochschule Karlsruhe sowie weltweit im Rahmen von Meisterkursen, u. a. an der Musikhochschule Münster, der Sibelius-Akademie (Helsinki), der San Francisco State University, der California State University (Fresno), der Grieg-Akademie in Bergen, dem Real Conservatorio Madrid sowie in Griechenland, Italien, Russland und Frankreich.